# 防灾科技学院
防灾科技学院，是一所隶属于中国地震局的综合性全日制普通高等本科院校。坐落在河北省廊坊市三河市燕郊高新技术产业开发区，始建于1975年，前身是国家地震局天水地震学校，1985年升格更名为“地震技术专科学校”，1992年更名为“防灾技术高等专科学校”，2006年2月升格更名为“防灾科技学院”。占地600余亩，建筑面积16万多平方米。是中国仅有的以防灾减灾高等教育为主的高校。

## 历史沿革
- 1975年，国家组建“国家地震局天水地震学校”。
- 1983年，学校迁至河北省廊坊市三河市燕郊镇学院大街，更名为“国家地震局地震学校”。
- 1985年，国家批准组建“地震技术专科学校”。
- 1992年，更名为“防灾技术高等专科学校”。
- 2006年，升格为本科院校，更名为“防灾科技学院”。
- 2011年，被批准为第二批“卓越工程师教育培养计划”高校。
- 2012年，被批准为“服务国家特殊需求人才培养项目”工程硕士专业学位研究生培养试点单位。
- 2013年，开始招收工程硕士专业学位研究生。
- 2021年，应急管理部决定合并华北科技学院和防灾科技学院筹建应急管理大学（筹）。

## 系部列表
- 地震科学系
- 防灾工程系
- 防灾仪器系
- 灾害信息工程系
- 经济管理系
- 人文社科系
- 外语系
- 基础课教学部
- 体育部
- 思想政治理论课教研部

## 开设专业
- 防灾减灾核心类专业
  - 地球物理学
  - 地质学
  - 资源勘查工程
  - 地理科学
  - 勘查技术与工程
  - 土木工程
  - 地下水科学与工程
  - 公共事业管理
- 防灾减灾支撑类专业
  - 测绘工程
  - 工程管理
  - 电气工程及其自动化
  - 测控技术与仪器
  - 计算机科学与技术
  - 网络工程
  - 信息管理与信息系统
  - 通信工程
- 防灾减灾拓展类专业
  - 金融学
  - 会计学
  - 工商管理
  - 汉语言文学
  - 英语
  - 广告学

## 教学科研
- 国家级特色专业建设点：地球物理学，勘查技术与工程
- 防震减灾科技创新与人才培养高地：地球物理学，勘查技术与工程，土木工程，电气工程及其自动化，公共事业管理
- 国家级专业综合改革试点：地球物理学
- 国家级工程实践教育中心：防灾科技学院——中国地震局第一监测中心
- 省部级重点实验室：中国地震局防震减灾规划与地震应急救援重点实验室
- 协作共建实验室：危机响应与管理信息系统国际研究协会签署合作共建灾害信息与应急管理系统国际合作实验室
- 其他研究院所：防灾科技学院综合减灾研究所，防灾科技学院高等教育研究所